# Руриций Лиможский
Руриций (лат. Ruricius) — епископ Лемовиков в конце V и начале VI веков, известный прежде всего как эпистолограф.

## Биография
О жизни Руриция сохранилось не так много сведений; его письма не особенно богаты автобиографическими деталями. Скорее всего, Руриций принадлежал к семейству Понтиев, представителем которого был Павлин Ноланский; в то же время Венанций Фортунат утверждал, что Руриций происходил из рода Анициев. Быть может, связь Руриция с этой знатной семьёй проходила через его прабабку по отцовской линии, дочь Квинта Клодия Гермогениана Олибрия и Туррании Аниции Юлианы, вышедшую замуж за Понтия Цельса, брата Павлина. Руриций был внуком либо Адельфия, либо Гермогениана: двух братьев, по очереди занимавших в Лемовиках епископскую кафедру. Место рождения Руриция остаётся неясным, однако известно, что он имел земельные владения на юге Галлии, в частности около Гурдона в области кадурков.
Руриций получил превосходное для своего времени образование. Учитывая знание им юридической терминологии, можно предположить, что какое-то время Руриций работал адвокатом. В молодости он переписывался с Сидонием Аполлинарием, получив от него три послания. В 477 году или несколько позднее Руриций присоединился к духовенству, а после смерти вестготского короля Эйриха стал епископом Лемовиков.
Последнее письмо Руриция датируется концом 506 года, в результате чего его годом его смерти часто считается 507 год; впрочем, вполне вероятно, что он мог умереть несколько позднее, около 510 года. Руриций был похоронен в построенной им церкви святого Августина.
Около 460 году Руриций женился на Иберии, дочери арвернского сенатора Омматия, который, возможно, являлся братом императора Авита. В их браке родились следующие дети:
- Дочь, супруга епископа лугдунского Рустика.
- Дочь, супруга сына Авита Агриколы.
- Омматий, епископ туронский в 522/523—526 годах.
- Эпархий, священник при епископе арвернском Апрункуле[фр.].
- Констанций
- Леонтий
- Аврелиан